# Jean-Noël Schifano
Pour les articles homonymes, voir Schifano.
Jean-Noël Schifano, né le 4 décembre 1944 à Chambéry, est un écrivain et traducteur français. Il est notamment connu pour avoir traduit les sept romans d'Umberto Eco de l'italien au français.

## Biographie
Jean-Noël Schifano naît le 4 décembre 1944, à Chambéry, d'un père sicilien et d'une mère lyonnaise,.
Après avoir obtenu une maîtrise en littérature italienne, il enseigne dans les années 1970 le français, notamment à l'université L'Orientale de Naples.
Critique à La Nouvelle Revue française (NRF) et au Monde, il traduit de nombreux auteurs italiens, parmi lesquels Umberto Eco, Elsa Morante, Alberto Savinio, Leonardo Sciascia, Italo Svevo, etc.
Il dirige de 1992 à 1998 l’Institut français de Naples, dénommé istituto Grenoble.
Il est citoyen d'honneur de Naples depuis 1994 et de Racalmuto depuis 2016.
En 1999, il crée avec Antoine Gallimard, aux éditions Gallimard, la collection « Continents noirs », dont il devient directeur littéraire,.
En 2005, il devient directeur artistique de Creator Vesevo, un musée à ciel ouvert sur les pentes du Vésuve consacré à l'art contemporain.

## Œuvres
- Naples, Paris, Éditions du Seuil, coll. « Microcosme. Petite planète. Ville », 1981, 125 p.  (ISBN 2-02-005901-0)
- Chroniques napolitaines, Paris, Éditions Gallimard, coll. « Le Chemin », 1984, 212 p.  (ISBN 2-07-070131-X)
- La Danse des ardents, Paris, Éditions Gallimard, 1984, 345 p.  (ISBN 2-07-070651-6)
- Naples, Paris, Éditions Autrement, coll. « L’Europe des villes rêvées », 1987, 55 p.  (ISBN 2-86260-238-8)
- Les Rendez-vous de Fausta, Paris, Éditions Gallimard, 1989, 276 p.  (ISBN 2-07-071578-7)
- Désir d’Italie, Paris, Éditions Gallimard, coll. « Folio Essais », 1986, 523 p.  (ISBN 2-07-032924-0) (3e édition revue et augmentée. 1re édition : 1990)
- L’Éducation anatomique, Paris, Éditions Gallimard, 2000, 300 p.  (ISBN 2-07-072796-3)[13]
- Everybody is a star. Suite napolitaine, Paris, Éditions Gallimard, 2002, 134 p.  (ISBN 2-07-076708-6)[14],[15]
- Le corps de Naples, Nouvelles chroniques napolitaines., Paris, Éditions Gallimard, 2003
- Sous le soleil de Naples, Paris, Éditions Gallimard, coll. « Découvertes Gallimard / Culture et société » (no 451), 2004, 160 p.  (ISBN 2-07-031274-7)
- Dictionnaire amoureux de Naples, dessins d’Alain Bouldouyre, Paris, Éditions Plon, coll. « Dictionnaire amoureux », 2007, 579 p.  (ISBN 978-2-259-20231-2)[16],[17]
- Creator Vesevo, photos d’Alain Volut, Paris, Éditions Gallimard, 2008, 128 p.  (ISBN 978-2-07-012292-9)
- La Femme-fontaine. Roman brut, Paris, Éditions Fayard, 2009, 288 p.  (ISBN 978-2-213-64297-0)
- Le vent noir ne voit pas où il va. Chronique italienne, Paris, Éditions Fayard, 2010, 189 p.  (ISBN 978-2-213-65466-9)
- E. M. ou la Divine Barbare. Roman confidentiel. Non finito, Paris, Éditions Gallimard, coll. « Blanche », 2013,  (ISBN 978-2-07-014109-8)
- Encore un tour autour de la vie. Chroniques napolitaines III, Paris, Éditions Gallimard, coll. « Blanche », 2016, 179 p.  (ISBN 9782070179848) (BNF 45030021)
- Le Coq de Renato Caccioppoli. Récit, Paris, éditions Gallimard, coll. « Blanche », 2018, 104 p.  (ISBN 978 -2-07-278946-5)
- Anna Amorosi, Roman, Paris, Éditions Gallimard, coll. « Blanche », 2020, 128 p.  (ISBN 978-2-07-289985-0)
- Il ramo d'oro, un giallo delle origini, Naples, Éditions Colonnese, coll. « Specchio di Silvia », 2023, 72 p.  (EAN 9791281142060)
- Archéologie d'un amour, Roman, Paris, Éditions Gallimard, coll. « Blanche », 2024, 152 p.  (ISBN 978-2-07-306880-4)

### Illustrateur
- Dominique Fernandez, Le Volcan sous la ville : promenades dans Naples, Paris, Plon, 1983, 186 p. (ISBN 2-259-01001-6, BNF 34712821)